# 기시베역
기시베역(일본어: 岸辺駅, きしべえき)은 오사카부 스이타시에 있는, 서일본 여객철도의 도카이도 본선(JR 교토 선) 상의 역이다.
역의 북쪽에는 스이타 조차장으로 쓰였던 흔적이 남아있지만, 스이타 조차장을 계승한 스이타 신호장은 기시베 역과는 별도의 구내를 가지게 되었다.

## 개요 및 역 구조
2면 4선의 쌍섬식 플랫폼이 있는 지상역. 승강장으로 가기 위해서는 지상에 있는 개찰구로부터 한번 계단을 내려와서 다시 승강장으로 올라가는 지하 통로식 지상역이다. 현재는 엘리베이터나 에스컬레이터 시설이 설비되어있진 않지만, 조만간 교상 역사화를 통해 설비할 예정이다. 네 개의 승강장은 모두 사용 가능하지만, 각역정차만 정차하는 기시베 역에서는 외측 승강장을 쓸 일이 없어 펜스로 막아놓고 있다. 승강장의 폭이 좁다. 개찰기는 J스루 카드, ICOCA, 동일본 여객철도의 Suica 대응. LED식 발차 안내는 운행 관리 시스템 사용 개시에 맞춰 2, 3번 홈에 설치 되었고, 2008년 2월 20일부터는 개찰구에 3단 표시기도 설치하여 사용 중이다.
러시아워 시에는 근처에 있는 오사카 학원 대학과 오사카 학원 대학 부속 고등학교의 학생들로 혼잡하다. 대학생 등의 비정기 승차객도 많아, 개찰을 나가면 학생이 많다는 인상을 준다. 한큐 전기 철도의 쇼자쿠 역까지는 400m 떨어져있으며, 마찬가지로 이 역도 학생들의 승강이 많다.
스이타 조차장이 위치했던 장소에의 스이타 화물 터미널역 건설에 맞추어 교상역이 될 예정이다. 플랫폼을 센리오카 방면으로 40m 연장하고, 엘리베이터, 에스컬레이터, 계단을 신설하기로 하였으며, 선로와 화물역을 건너는 보행자용 데크도 설치할 예정이라 선로의 북측에서 역으로의 접근이 개선된다. 덧붙여, 이 계획은 스이타 시가 화물역을 설치하는 조건으로 결정된 것으로, 2010년에 화물역과 동시에 완성을 목표로 하고 있다.
ICOCA, J스루 카드 등을 이용할 수 있으며, ICOCA 상호이용대상인 PiTaPa (스룻토 간사이 협의회)도 이용가능.

### 승강장
↑오사카·산노미야 방면

| １２ | | ３４ |

다카쓰키·교토 방면↓
| 1 | ●JR 교토 선 (하행 외측선) | 통과열차만 존재, 폐쇄되어 있음  |
| 2 | ●JR 교토 선 (하행 내측선) | 오사카·산노미야·다카라즈카 방면 |
| 3 | ●JR 교토 선 (상행 내측선) | 다카쓰키·나가오카쿄·교토 방면   |
| 4 | ●JR 교토 선 (상행 외측선) | 통과열차만 존재, 폐쇄되어 있음  |

## 역세권 정보
주변에는 오사카 학원 대학 등의 학교가 상당수 위치하고 있으며, 이외에도 서일본 여객철도 스이타 공장이나 일본화물철도 스이타 기관구, 한큐 전철 쇼자쿠 공장 등의 철도 관련 시설도 위치하고 있다.

## 역사
- 1947년 4월 11일 - 일본국유철도의 역으로 개업. 여객 취급.
- 1970년 6월 25일 - 신 역사 완성.
- 1987년 4월 1일 - 일본국유철도 분할 민영화로 서일본 여객철도의 역이 됨.

## 이용 현황
2006년의 1일 평균 승차 인원수는 약 14,567명. (서일본 여객철도 홈페이지로부터)

## 인접역 정보
| 서일본 여객철도 도카이도 본선 | 서일본 여객철도 도카이도 본선 | 서일본 여객철도 도카이도 본선 |
| ----------------------------- | ----------------------------- | ----------------------------- |
| 센리오카 교토 방면            | ● JR 교토 선 ■ 보통           | 스이타 오사카 방면            |